# Swiss Life Select
Pour les articles homonymes, voir AWD.
Swiss Life Select, anciennement AWD Holding, est une entreprise allemande qui faisait partie du MDAX.

## Historique
L'entreprise est créé initialement sous le nom AWD par Carsten Maschmeyer (en). AWD symbolise la planification financière et le conseil indépendant et il est parmi les leaders européens des prestataires indépendants de services financiers.
Les entreprises du groupe AWD conseillent plus de 2 millions de clients privés en matière de constitution de la fortune et de planification de la prévoyance et aident plus de 3 000 entreprises à concevoir et à mettre en œuvre leurs plans de prévoyance vieillesse d'entreprise. Elles disposent de 6 439 conseillers hautement qualifiés travaillant dans 485 représentations. Le groupe AWD est présent en Suisse, en Allemagne, en Grande-Bretagne, en Autriche ainsi qu'en Europe centrale et orientale, des marchés d'avenir.
Le groupe AWD a réalisé durant l'exercice 2007 un chiffre d'affaires de 762 millions d'euros, un résultat avant impôts et intérêts de 84,5 millions d'euros.
AWD est coté en bourse depuis le 20 octobre 2000. Il figure dans le segment « Prime Standard », dans l'indice M-DAX et dans l'indice GEX de la « Deutsche Börse AG ».
En 2008, AWD est acquise par la société d'assurance Swiss Life,.
Le 29 janvier 2013, AWD est rebaptisée Swiss Life Select,.